# Strendur

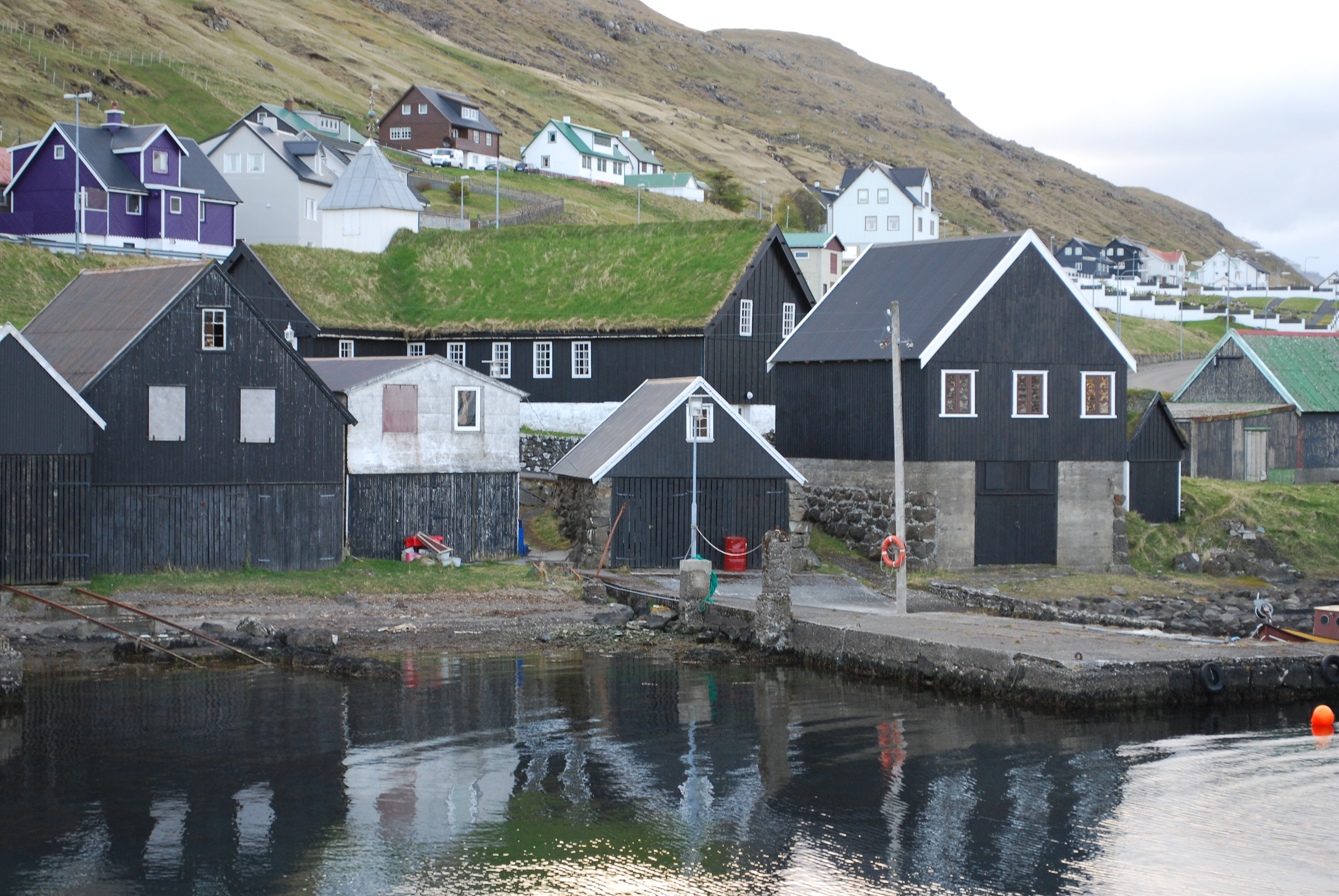
Der Anleger im Ortskern von Strendur. Im Hintergrund das grüne Grasdach der Kirche.

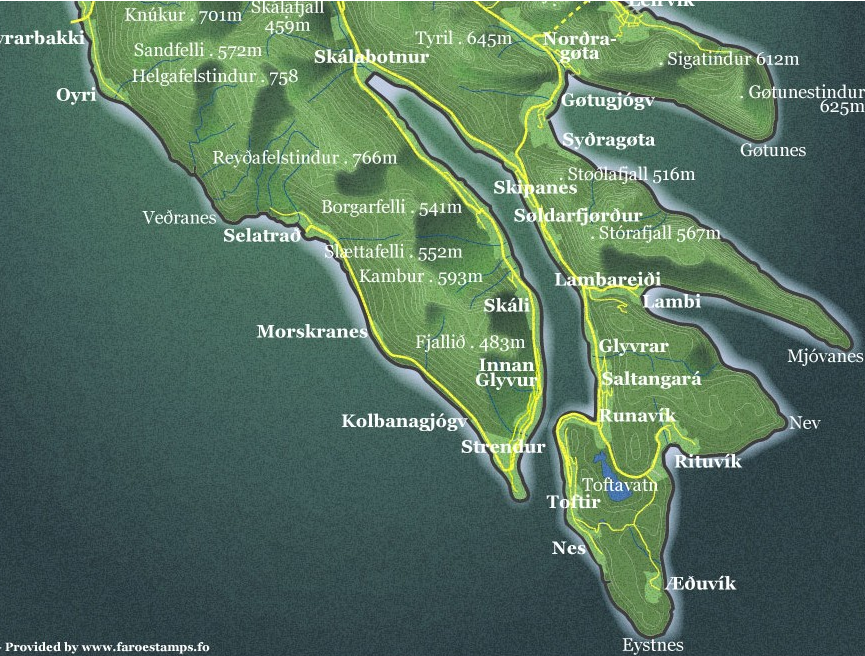
Strendur an der Mündung des Skálafjørður im Süden von Eysturoy.

Strendur [ˈstɹɛntʊɹ] (dänischer Name: Strænder) ist ein Ort der Färöer im Süden der Insel Eysturoy. Er gehört zur färöischen See-Gemeinde (Sjóvar kommuna). Im Jahr 2014 hatte der Ort 762 Einwohner. Die Postleitzahl lautet FO-490.

## Der Ort

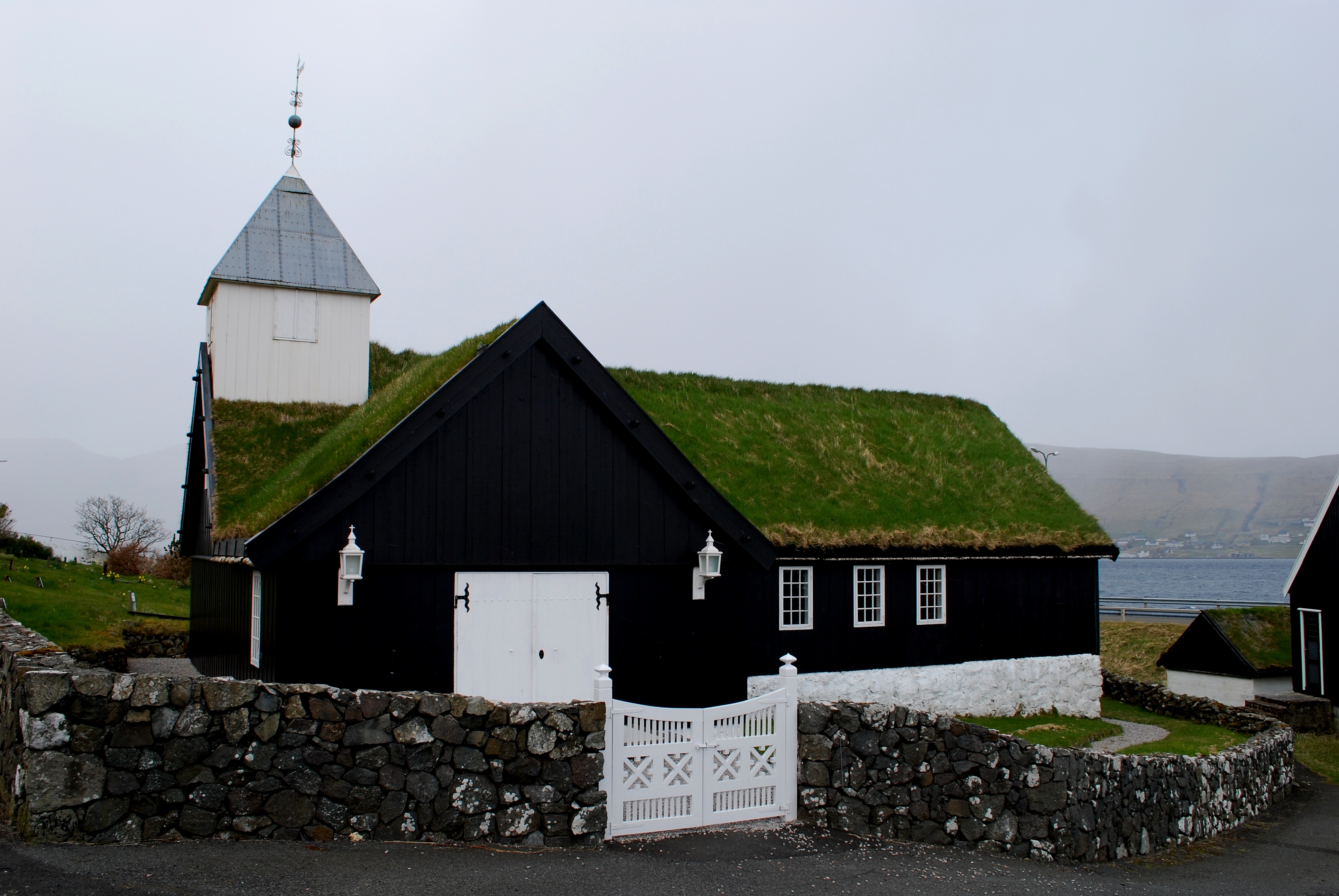
Die Kirche von 1834.

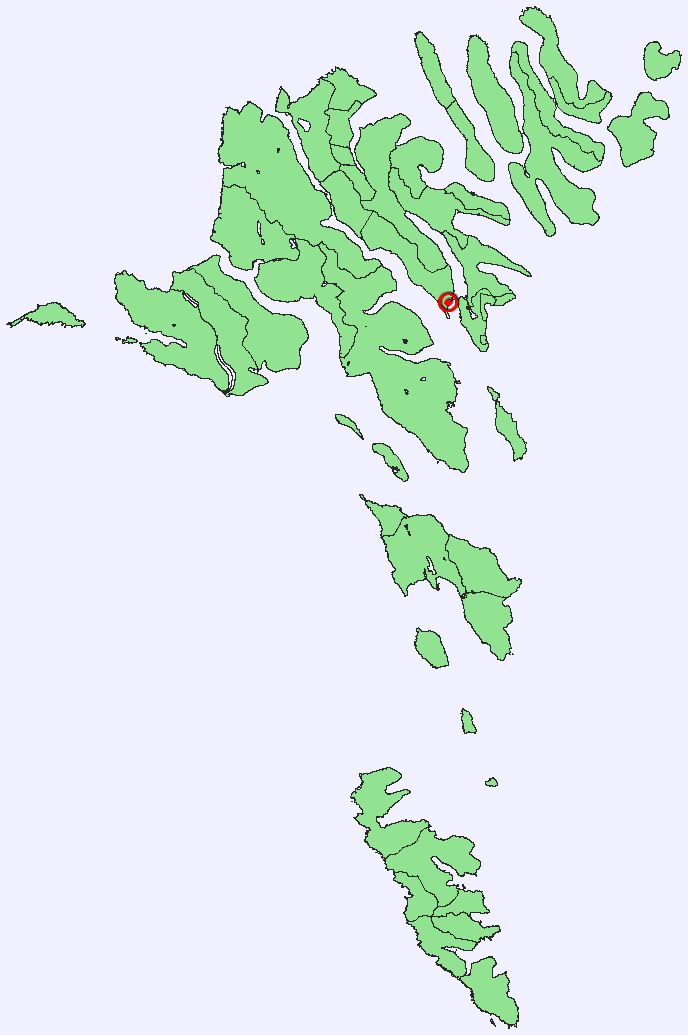
Lage von Strendur auf den Färöern

Strendur ist der größte Ort der Sjóvar kommuna und liegt an der Südspitze einer Landzunge am Eingang des Tangafjørður zwischen Eysturoy und Streymoy im Westen und dem längsten färöischen Fjord, dem Skálafjørður im Osten. Das Ende der Landzunge zwischen Tangafjørður und Skálafjørður wird Raktangi genannt.
Erstmals erwähnt wird Strendur unter der Benennung Raktangi zusammen mit Kollafjørður und Nólsoy in einem Dokument aus der Zeit zwischen 1350 und 1400.
Die typisch färöische Holzkirche mit dem Grasdach datiert aus dem Jahr 1834 und heißt auf Färöisch Sjóvar Kirkja, wohl so wegen des Flurnamens Við Sjógv (=am Meer) im Ortskern. Die Kirche bildet zusammen mit dem Anleger das Zentrum des Ortes. 
In Strendur befindet sich nicht nur eine Fischfilet-Fabrik, sondern mit Snældan eines der wollverarbeitenden Textilunternehmen auf den Färöern, das sowohl traditionelle als auch aktuelle Wollmode herstellt, die nicht nur heimischen Absatz findet. Die Firma besteht seit 1949.
In Strendur gibt es, neben Runavík, auch eine der Zufahrten zum 2020 eingeweihten Eysturoyartunnilin unter dem Tangafjørður, der nach Hvítanes führt wird und von da aus weiter nach Tórshavn. Mit dem neuen Tunnel verkürzte sich die Fahrtzeit vom Süden Eysturoys zur Hauptstadt erheblich. Bei den Voruntersuchungen zum Bau des Eysturoyartunnilin wurde zur allgemeinen Überraschung im Bereich der Tunneleinfahrt nahe dem Ortskern von Strendur eine sehr seltene Pflanze entdeckt, die nur hier und an keinem anderen Ort auf den Färöern vorkommt.

## Bilder

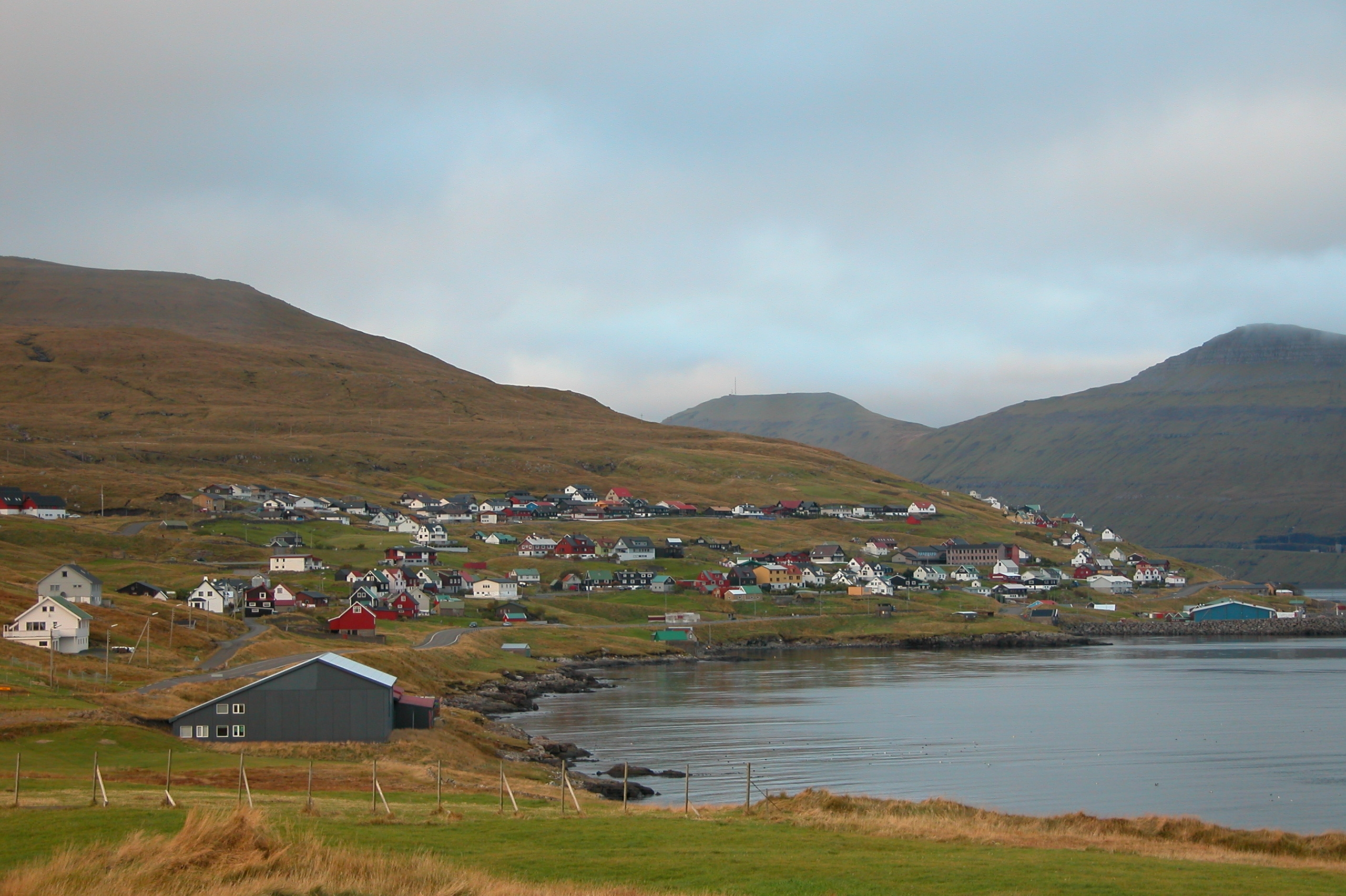
Strendur. Blick von Raktangi nach Norden.
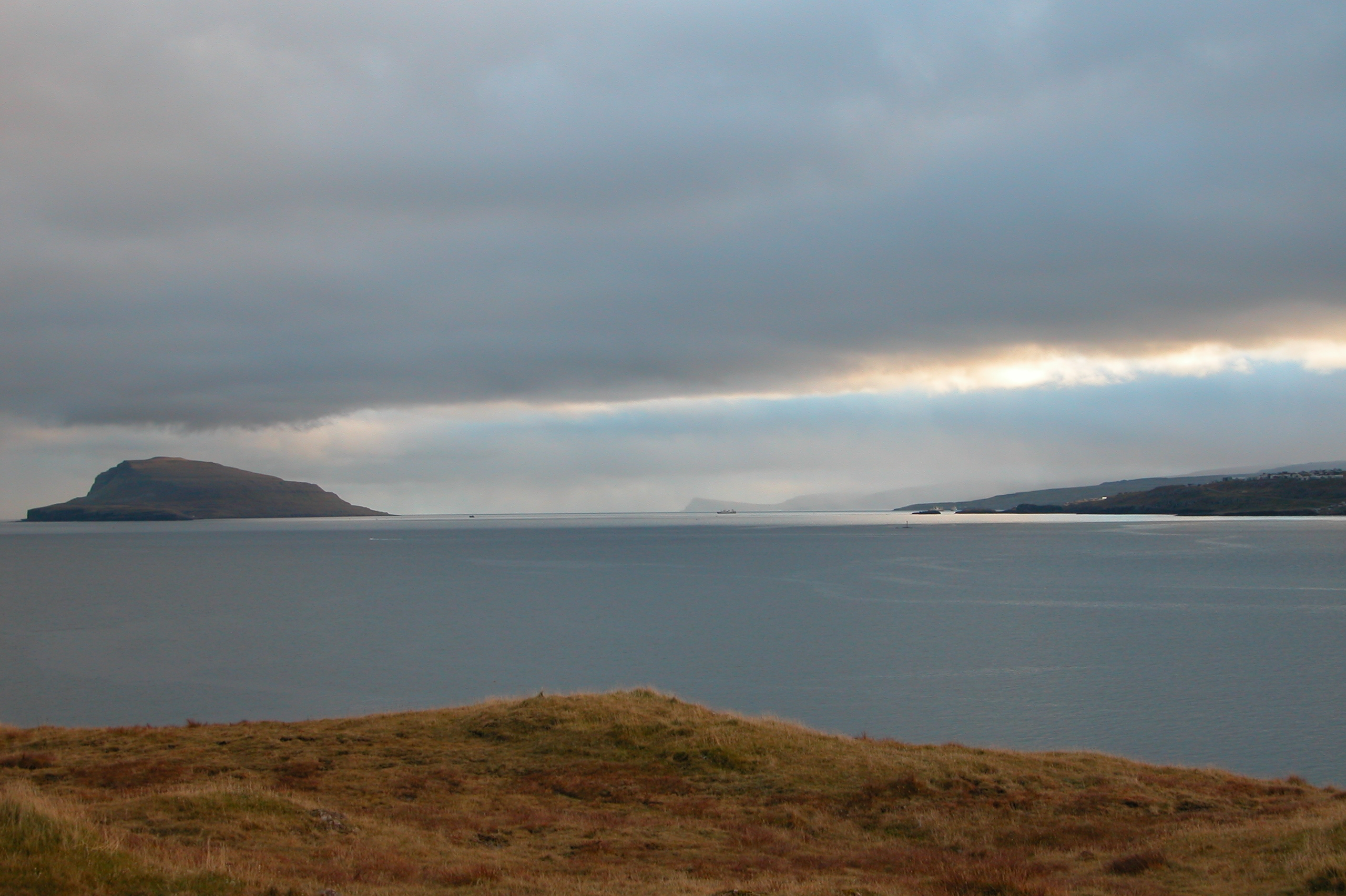
Blick von der Landspitze Raktangi Richtung Süden mit Nólsoy, Sandoy und Streymoy im Hintergrund.
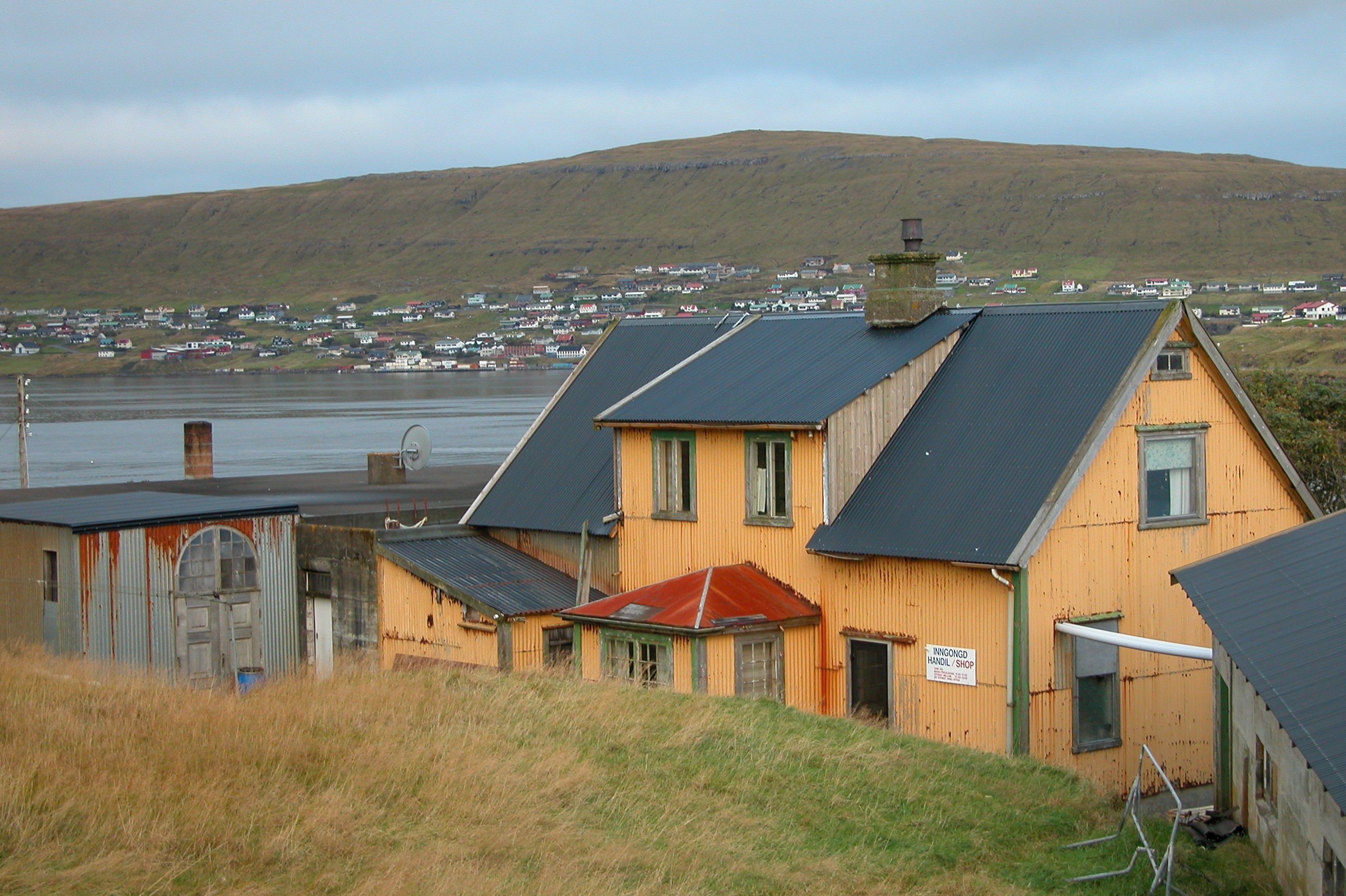
Der Wollverarbeitungsbetrieb in Strendur.

## Persönlichkeiten
- Jógvan Poulsen (1854–1941), färöischer Lehrer und Politiker des Sambandsflokkurin.
- Kári P. Højgaard (* 1951), färöischer Politiker des Sjálvstýrisflokkurin, der in Strendur geboren wurde.